# 福村三男
福村 三男（ふくむら みつお、1940年〈昭和15年〉12月10日 - 2023年〈令和5年〉3月15日）は、日本の政治家。元熊本県菊池市長（3期）。位階は正五位。旭日小綬章受章。

## 来歴
熊本県出身。熊本短期大学卒業。卒業後は肥後農販に入社し、その後、同社の取締役となる。のちに熊本設備を設立、同社の社長に就任。この間、熊本県議会議員に当選し、議員を3期務める。
1993年と1997年の菊池市長選挙に続けて立候補するが、落選する。2001年の市長選挙に立候補し、現職を破って当選する。2005年菊池市は菊池郡七城町・旭志村・泗水町と合併し、新たな菊池市が発足。合併後の市長選挙に立候補し、元市長らを破って当選した。4年後の2009年でも再選。2013年まで務める。2023年死去。

## 栄典
- 2017年秋の叙勲で地方自治功労により旭日小綬章を受章[5]。
- 死没日付をもって正五位に叙された[3]。